# 이주원 (1951년)
이주원(1951년 ~ 2009년 4월 15일)은 대한민국의 포크 록 가수이며 싱어송라이터이다.

## 생애
1974년 여성 포크 팝 가수 양희은의 음반에 《내님의 사랑은》이라는 곡을 써서 양희은에게 주어 작사가 겸작곡가로 첫 데뷔하였고 1976년 《이주원 1집》을 발표하여 솔로 가수 데뷔하였다. 1979년에는 전인권, 강인원, 나동민과 의기상투하여 프로젝트 포크 팝 보컬 그룹 "따로 또 같이"의 보컬리스트 겸 기타리스트로 활동하였고 《따로 또 같이 1집》을 발표하여 이 시기부터 음악 그룹 활동과 솔로 가수 활동을 병행하기 시작했다. 그 후 국내 여성 샹송 가수 전마리(본명 전미자)와 결혼하여 슬하 1남을 두었으며 그 후로도 대한민국 포크 록 음악의 1세대로 후배 대중음악가들의 존경을 받았다.
2009년 4월 15일에 심장마비로 인하여 향년 59세로 사망하였다.